# Aeroportul Aktau
Aeroportul Aktau (IATA: SCO, ICAO: UATE) este un aeroport din Aqtau, Mańǵystaý, Kazahstan ce deservește zona Aqtau. Aeroportul a fost tranzitat în 2019 de 1.029.685 de pasageri. A fost numit după zona deservită.
Situat la o altitudine de 22 m, aeroportul dispune de 1 pistă.

## Infrastructură

### Piste
Aeroportul dispune de o singură pistă. Pista 12/30 are suprafața de asfalt și dimensiunile 3.052 m × 45 m. 